# El fantasma escritor
El fantasma escritor (Ghostwriter es su nombre original en inglés) es una serie de televisión producida por la Children's Television Workshop y la BBC, transmitida por la cadena PBS en los Estados Unidos entre octubre de 1992 y febrero de 1995. Fue estrenado en América Latina a través de Discovery Kids.
La serie fue creada para educar niños de escuela primaria e intermedia en las áreas de lectura y escritura para personas de habla inglesa. Cada misterio se presenta como un arco de historia, cubriendo cuatro o cinco episodios de treinta minutos. Se busca interesar a los niños de la audiencia televisiva a que sigan cada misterio y usen las pistas dadas para intentar resolver misterios, de la misma forma que el equipo del fantasma escritor lo hace en la serie.
Dicha serie fue elogiada y homenajeada por su presentación de un mundo realista y racialmente diverso en la televisión estadounidense en sus historias de misterios de duración de dos horas. Para el final de su tercer y último año en televisión, el fantasma escritor fue reconocido entre los cinco mejores programas televisivos para niños de la televisión estadounidense de esa temporada. El programa fue cancelado luego de su tercera temporada, no por una falta de popularidad, sino por falta de fondos, un factor importante en la programación de la cadena de transmisiones PBS en Estados Unidos. Cabe mencionar que esta cadena recibe parte de sus fondos por donaciones públicas a través de ciertos maratones en los que se interrumpe un episodio cada cierto tiempo pidiendo a los televidentes que se conviertan en miembros de soporte monetario de PBS. 
El fantasma escritor se ha transmitido en 24 países a nivel mundial y ha generado un número de adaptaciones para idiomas extranjeros. En la segunda mitad de los noventa el programa se transmitió en Latinoamérica por la señal infantil Discovery Kids, con una gran aceptación por parte del público. Su popularidad ha sido de las más altas para el canal, sin embargo, el doblaje latino de la serie aparentemente está perdido.

## Sinopsis
La serie se centra en un grupo de amigos de Brooklyn (Nueva York), que va variando conforme pasa el tiempo. Este grupo se diferencia de las demás personas porque son los únicos que pueden ver a un fantasma de origen desconocido que se comunica con letras escritas; de ahí el nombre de la serie. La primera persona a la que se aparece el fantasma es a Jamal Jenkins, un muchacho afroestadounidense, a través de la computadora de su hermana. Posteriormente se aparece a otros muchachos, Lenni, Gabi, Alex, etc.

## El equipo del Fantasma Escritor
Cuando la historia comenzó, estaba basado en cuatro personajes principales: Jamal, Lenni, Alex y Gaby; los tres primeros, estudiantes del instituto Zora Neale Hurston y Gaby del Washington Elementary en Fort Greene, Brooklyn, Nueva York, los que serían los primeros en integrar el "Equipo del Fantasma Escritor" (Ghostwriter's team). Más tarde, y poco a poco, el grupo se fue ampliando, incorporando cuatro nuevos miembros: Tina, Rob, Héctor y Casey.
Para pertenecer al grupo era necesario poder ver al fantasma. Normalmente se hacía una ceremonia de bienvenida para los nuevos miembros. En esta ceremonia se les entregaba una pluma especial, con una correa para colgársela en el cuello. La pluma es para escribir y poder comunicarse con el Fantasma Escritor en cualquier lugar y en cualquier momento.
Cuando se necesitaba una reunión del equipo, el miembro que la solicitaba solo tenía que escribir la palabra "rally" seguida de la letra inicial del nombre de dicho miembro, y el fantasma se encargaba de comunicarle el mensaje al resto de los chicos.

## Personajes
Fantasma Escritor: A pesar de su nombre, éste ente de origen e identidad desconocidos no escribe, sino que usa las letras que han escrito los demás para comunicarse. Físicamente, parece una mancha o una bola con dos rayas en su parte superior.
Lenni Frazier (interpretada por Blaze Berdahl): Es una niña huérfana de madre, con gran talento musical, que heredó de su padre, un roquero. Le gusta sumergirse totalmente en las cosas que hace, como organizar el concurso de talentos en la escuela, e incluso grabar un vídeo para MTV.
Jamal Jenkins (interpretado por Sheldon Turnipseed): Es un niño afroestadounidense de Brooklyn, con familia en Detroit. Jamal es la primera persona a la que se aparece el fantasma. Es muy racional, serio, pero también muy carismático. Sus pasatiempos son la lectura y el karate.
Alejandro "Alex" Fernández (interpretado por David López): Es un muchacho latinoamericano hijo de padres salvadoreños. Vive con sus padres y Gaby, su hermana menor, en La Bodega, una tienda familiar. Alex es muy deportivo, le gusta jugar al básquetbol. Tiene amigas por correspondencia por todo el mundo.
Gabriela "Gaby" Fernández (interpretada por Mayteana Morales y posteriormente por Melissa Gonzales): Es la hermana menor de Alex. Es una muchacha muy alegre y sociable. Se preocupa mucho por el Fantasma Escritor. Le gusta la serie de televisión "Galaxy Girl". En una ocasión, robó dinero para comprar un traje de su superheroína, "Galaxy Girl" y se lo ocultó a sus amigos, pero finalmente tuvo que decir la verdad.
Tina Nguyen (interpretada por Tram-Anh Tran): Es una muchacha de padres vietnamitas nacida en Estados Unidos. Sus padres tienen una sastrería. Tina es muy tímida y callada. Es una chica inteligente, razonable y se le ve a menudo ocupando su cámara de video profesional. En la primera parte de la serie tiene un romance con Alex Fernández, y posteriormente, su hermano Tua se enamora de Lenni.
Rob Baker (interpretado por Todd Alexander): Rob es un chico tímido que quiere ser escritor. Acostumbra a meterse en problemas. Su familia decide mudarse a Australia durante el arco de historia "Lost in Brooklyn", y a partir de ahí, Héctor ocupa su lugar en el equipo.
Héctor Carrero (interpretado por William Hernández): Este personaje se introduce en el programa durante la segunda temporada. Héctor nació en Nueva York, pero creció en Puerto Rico, por este motivo no lee bien en inglés. Le gusta jugar al balonmano.
Casey Austin (interpretada por Lateaka Vinson): Al igual que Héctor, esta niña afrodescendiente, entra al programa durante la segunda temporada. Es la prima pequeña de Jamal y siempre está haciendo bromas. De comienzo los integrantes del Equipo la miraban con cierto desdén, especialmente Jamal, pero todo eso inevitablemente cambia cuando descubren que ella también puede ver al Fantasma.
Otros personajes
Durante el desarrollo de la serie aparecen otros personajes secundarios como el teniente Isaiah McQuade (Mike Hodge), y el enemigo del equipo del Fantasma Escritor: Calvin Ferguson (Wil Horneff en "Ghost Story", Joey Shea en episodios posteriores). También hay numerosos invitados especiales: Samuel L. Jackson (como el padre de Jamal), Julia Stiles, Max Wright, Spike Lee, Daisy Fuentes, Judge Reinhold, Melinda Mullins, Annabelle Gurwitch, Robin Leach, Michael J. Fox, Salt-n-Pepa, Madhur Jaffrey, Ce Ce Peniston y Harry Connick Jr.

## Premios y nominaciones
- Young Artist Awards, 1993

- Nominado - Todd Alexander, Blaze Berdahl, David López, Mayteana Morales, Tram-Anh Tran, Sheldon Turnipseed

- Writers Guild of America, Estados Unidos, 1995

- Ganador - Carin Greenberg Baker, por "Can't Stop The Music".

## Lista de episodios

### Primera Temporada (1992-1993)
- La historia de un fantasma: Todo comienza cuando Jamal libera accidentalmente al Fantasma, mientras ayudaba a su padre a limpiar el sótano de su casa. Jamal es el primer chico al que se le aparece el Fantasma, mientras empezaba a usar la computadora que antes era de su hermana mayor. Sin embargo, este no comprende quién es ni de dónde viene. Después el Fantasma se le presenta a Lenni en su cuaderno mientras ella escribía canciones. Tras saber que ambos ven los mensajes del Fantasma, quieren saber más sobre él y descubren la habilidad que tiene de comunicarse usando las letras de cualquier escrito. Es por eso que deciden ponerle el nombre de "Fantasma Escritor". Después se le aparece a Alex y luego a su hermana Gaby. Estos muchachos, que de comienzo no eran del todo amigos, estrechan lazos de unidad ya que son los únicos que pueden ver al Fantasma, y conforme van descubriendo su personalidad y su manera de manifestarse, juntos tratan de resolver el misterio del robo de mochilas y su nexo con un enigmático grupo de chicos llamado THABTO. Aquí es cuando se inicia el "Equipo del Fantasma Escritor".
- ¿Quién quemó la tienda del señor Brinker?: El Sr. Brinker, propietario de la tienda de electrónica local, acusa injustamente a Jamal de provocar el incendio de su tienda. El Fantasma Escritor se le aparece a Tina para que ella ayude a resolver susodicho misterio. En realidad, este fue el capítulo piloto de la serie, razón por la cual los personajes se muestran en diferentes locaciones a las de los demás capítulos, además que el personaje de Craig solo aparece en este episodio.
- Atrapando a un tramposo: Se avecinan las elecciones en la escuela Hurston, y Álex es aspirante a presidente estudiantil; quien en caso de ser electo promete defender los equipos deportivos ante la falta de presupuesto. A pesar de que su candidatura parece ir muy bien, algún anónimo inicia una campaña sucia en su contra, pegando en las paredes de la escuela volantes donde se leen embarazosos detalles de su vida y supuestos secretos. De buenas a primeras, Alex acusa a su hermana Gaby de haber haber comentado cosas personales de él a otras personas, pero ella lo niega. Frente al misterio, el equipo del Fantasma Escritor se dispone a encontrar al que detrás de todo esto. Además de los demás competidores, claro está, otro de los sospechosos iniciales es el nuevo estudiante de transferencia, Rob, pero sus sospechas sufren un vuelco cuando descubren que a él también se le aparece el Fantasma.
- En las Tiras cómicas : El equipo participa en una competencia cuyo premio para el ganador es ser dibujado en una de las publicaciones de la historieta Hoodman. Pero un artista de cómic amargado trata de ganar suciamente, así que decide mandarle cartas de amenaza a los chicos. Mientras tanto, Rob, que ha sido invitado a formar parte del equipo, se mantiene algo distante de este. Pero conoce a Doble-T, un carismático poeta callejero.
- Hacia la Luz : Rob lleva a Jamal para conocer a Doble-T. Después de detectar a la hija del Doble-T, ella y Rob descubren un lugar frecuentado por Doble-T, pero terminan atrapados bajo suelo por un derrumbe. Rob confía en sus ingenios y en el Fantasma Escritor para tratar de conseguir ayuda y seguir en la búsqueda de Doble-T.
- ¿Quién es Quién? : Tina está contenta ya que ha conseguido un particular trabajo: contestar las cartas de los admiradores de su actriz favorita, Lana Barnes. Pero sucede que ella comienza a leer amenazas y apuntes inquietantes en algunas de las susodichas postales. Lana deja atrás sus miedos cuando lee los alentadores mensajes de un devoto fan suyo, hasta que ella casi termina asfixiándose en un garaje cerrado. El Equipo del Fantasma Escritor comienza una búsqueda para el "cazador" de Lana, antes de su premiación.
- Por un Barril : El equipo trabaja duramente en el centro de jardinería de la comunidad cuando una serie de problemas de salud surgen: varios niños y adultos se enferman, y también algunos conejos mueren. Pronto se dan cuenta de que una sustancia química sumamente tóxica, tetracloroetileno, ha sido ilegalmente vertida en la tierra del jardín y que es la culpable de todo. El equipo se dispone a encontrar a la persona responsable de un acto tan sucio.
- Construyendo Puentes : Los proyectos para el espectáculo de talento de la escuela son amenazados cuando una cuadrilla se mueve por la vecindad. Los niños comienzan a venir a la escuela con ojos morados y vendas, y luego el vestíbulo de la escuela es pintarrajeado con grafitis. El nuevo amigo de Rob, un antiguo miembro de la cuadrilla, parece ser el sospechoso principal.

### Segunda Temporada (1993-1994)
- Vista anticipada especial : Katie Couric visita y entrevista al elenco durante las pausas de la grabación del episodio ' Sobre el Barril '.
- Arrepentimiento Azul : La Chica Galaxia, el héroe de acción favorito de Gaby, viene a la ciudad, y Gaby 'toma prestado' dinero de la bodega de sus padres para comprar un traje. Cuando ella ve que no puede devolver el traje, ella comprende que debe confesarlo. Pero se ve en un gran lío cuando el valioso modelo de la nave espacial del espectáculo es robado y termina en su cuarto. ¿Alguien está tratando de inculpar a Gaby, pero quién? ¿Y por qué?
- Consigue el Mensaje : El Equipo del Fantasma Escritor comienza a desmembrarse, en medio de fuertes discusiones, peleas y malentendidos, a raíz del accidente automovilístico del Sr. Fernández, padre de Alex y Gaby, contra el vehículo del Sr. Frazier, padre de Lenni. El distanciamiento entre ellos empieza a debilitar al Fantasma, logrando que no pueda comunicarse con los muchachos y que comience a desvanecerse. Por si fuera poco, el inefable Calvin Ferguson descubrió a Rob escribiéndole a un tal F.E. (las iniciales de Fantasma Escritor). Calvin sospecha y se dispone a averiguar quién es F.E. Mientras tanto, Rob y Jamal, los únicos que mantienen vivo al equipo del Fantasma, tratan de que sus compañeros se reunifiquen a tiempo para solucionar el misterio de un ladrón de pinturas. El episodio termina cuando aparece una mano desconocida que escribe en un papel un llamado de auxilio, lo que obliga al Fantasma Escritor a abandonar al equipo de manera abrupta y sin que los chicos pudieran entenderlo (el Fantasma solo les explica que él debe ir en ayuda de alguien). Esto sirvió de trama para el siguiente episodio.
- Justo a tiempo : La mano que escribe el mensaje de angustia es de Frank Flynn, un niño que vivió en la casa de Jamal en los años 1920. El poder del Fantasma Escritor es llevado hasta sus límites cuando éste tiene que viajar por el tiempo hacia el año 1928, en la época de Frank y de su mejor amiga Catalina. De ida y de vuelta, viaja al pasado y al presente para ayudar a Frank ante las injustas acusaciones del robo de un juego de té invaluable, y para ello colabora el Equipo de los años 90. Mientras tanto, Jamal ve que su papá se está poniendo muy enfermo.
- Perdida en Brooklyn : Tina hace amistad con una estudiante de intercambio, Safira, de Mozambique, cuyo padre es un importante embajador. Su familia no pasa por un buen momento desde que su hermano mayor huyó precisamente a los Estados Unidos, tras tener un duro altercado con su padre. En Brooklyn, Safira espera encontrar a su hermano, con quien se ha comunicado por correspondencia. Sin embargo, al tratar de hacerlo sola y sin el permiso de sus padres, se termina extraviando por completo en la ciudad. Mientras tanto, Rob comprende que él tiene que mudarse a Australia.
- ¿Quién es Max Mouse?  De la nada, un hacker invade la unidad central del ordenador de la Escuela Hurston, y empieza a provocar simulacros de incendio frecuentes, a enviar noticias falsas, mensajes amenazantes, e incluso, a cambiar las notas de los exámenes, entre ellas, las de Jamal y Lenni. El equipo del Fantasma empieza un largo recorrido a través del ciberespacio (en su forma más ordinaria y básica de los '90), incluyendo espacios de charla y tablones de anuncios, enviando al Fantasma Escritor por el ordenador y líneas telefónicas, en la tentativa de coger a Max Mouse y ponerle freno a sus nada graciosas travesuras.
- No Pares la Música : Lenni consigue una oportunidad de trabajo cuando un productor de música hip hop quiere filmarla para etiquetar y producir un vídeo musical para MTV. Lenni lucha por hacer una canción original y es aceptada. El equipo entero del Fantasma consiguen participar de la filmación del vídeo, pero una serie de accidentes extraños ocurren, que boicotean la realización del clip. El equipo es el indicado para resolver este curioso enigma.
- ¿Qué pasa Alex?: Alex está malhumorado y distanciado de Gaby y del resto del Equipo, y una serie de robos a un armario de drogas los hace pensar de que Alex pueda estar implicado con drogas.

### Tercera Temporada (1994-1995)
- Un Crimen de Dos Ciudades : Jamal, junto a su familia, pasa las vacaciones en Londres. Jamal hace amistad con unos niños de Wentwoods, Sam y Becky. Usando al Fantasma Escritor para enviar mensajes de ida y vuelta a través del Océano Atlántico, ellos trabajan juntos con el resto del equipo para destapar un complot del secuestro del hijo de una famosa escritora, organizado por una indigente conocida como Astuta Rita.
- Cuatro Días de la Cacatúa : Gaby descubre un pájaro raro que es buscado por un contrabandista el cual piensa disecar a dicha ave.
- El ataque del Monstruo de Goma : Ningún misterio por solucionar, pero se ve al equipo adentrado en una historia que Casey escribe (con la ayuda del equipo) para un concurso. En esta historia se muestran las escenas en que Lenny y Tua, el hermano de Tina se enamoran.

## Tras la cancelación yLos Nuevos Misterios del Fantasma Escritor
El Fantasma Escritor dejó de producirse en febrero de 1995 debido a la escasez de fondos. En 1997, la cadena CBS comenzó a emitir una nueva versión del programa llamada Los Nuevos Misterios del Fantasma Escritor, pero fue cancelada después de una temporada a causa de su bajo rating. Esta nueva versión tenía poco en común con la serie original: los colores del fantasma eran distintos, el equipo consistía solamente de tres jóvenes interpretados por actores diferentes a los de la primera versión, se introdujeron nuevos personajes y el formato del programa dejó de ser serial.
La versión original fue retransmitida desde 1995 hasta 1997 por el canal PBS.

### La identidad del Fantasma Escritor
El productor y escritor del Fantasma escritor, Kermit Frazier, reveló en una entrevista del 2010 que el Fantasma Escritor era un fantasma de un esclavo fugitivo de la guerra civil estadounidense. Él le enseñó a otros esclavos a leer y escribir y fue asesinado por cazadores de esclavos y sus perros. Su alma se mantuvo en el libro que Jamal descubrió en el episodio piloto, y cuando Jamal abre el libro, él fue liberado.

## Series Radiales
En el verano del 2006, la Escuela de Radio de la BBC produjo series radiales del Fantasma Escritor para estudiantes de escuela primaria. Los nombres de los personajes de la TV se mantuvieron, aunque con la voz de nuevos niños. La música y el tema musical también se mantuvieron, y Sesame Workshop creó un nuevo tintineo musical para que los niños reconozcan las apariciones del Fantasma Escritor.